# Hikvision
Hikvision (gestileerd als HIKVISION) is een Chinees bedrijf dat videobewakingsapparatuur en diensten levert.

## Beschrijving
Het bedrijf werd opgericht in 2001 en is een beursgenoteerd bedrijf aan de Shenzhen Stock Exchange. Hikvision heeft wereldwijd 20.000 medewerkers en is in handen van de Chinese staat. Het Europese hoofdkantoor staat in Hoofddorp.
Hikvision heeft de HD-TVI-standaard ontwikkeld, waarmee HD-videobeeld kan worden verzonden op analoge wijze door een conventionele coaxkabel. Dit systeem wordt voornamelijk gebruikt waar bekabeling van bestaande videobewaking al aanwezig is.

## Kritiek
In 2019 raakte bekend dat het bedrijf reclame had gemaakt voor een bewakingscamera waarmee etnische minderheden kunnen worden herkend en opgenomen. Na kritische vragen van mensenrechtenorganisaties heeft het bedrijf de productpagina verwijderd.
De Amerikaanse regering plaatste in 2019 Huawei en Hikvision op een zwarte lijst vanwege zorgen over hun nationale veiligheid. Ook in Nederland werden er zorgen geuit over de beveiligingscamera's van Hikvision bij politie en overheidsgebouwen.